# Amalgam (kemija)
U kemiji amalgam je tvar stvorena reakcijom žive i neke druge kovine. Gotovi svi metali mogu tvoriti amalgame sa živom, a neke od iznimaka su željezo, platina, tantal, volfram. Najpoznatiji amalgami su srebro-živa amalgam (upotrebljavan kao zubna ispuna u stomatologiji) i zlato-živa amalgam koji se upotrebljava za vađenje zlata iz rude.   
Budući da živa već u malim količinama agresivno korodira aluminij stvarajući aluminij-živa amalgam, zabranjena je u zračnom prometu u većini okolnosti (zbog opasnosti po aluminijsku konstrukciju zrakoplova).